# MTV Movie Awards 2002
MTV Movie Awards 2002 — ежегодная церемония вручения кинонаград канала MTV, которая прошла 1 июня 2002 год года в Лос-Анджелесском здании «Шрайн-Аудиториум». Ведущими церемонии были Джек Блэк и Сара Мишель Геллар. Церемония является одиннадцатой по счету, начиная с 1992 год года.

## Выступления
Церемония награждения прошла совместно с выступлением следующих музыкантов:
- The White Stripes — «Fell in Love with a Girl» и «Dead Leaves and the Dirty Ground»
- Эминем — «Without Me»
- Келли Осборн — «Papa Don’t Preach»

## Статистика
Фильмы, получившие наибольшее число номинаций.
| Фильм                                                                                | номинации |
| ------------------------------------------------------------------------------------ | --------- |
| Властелин колец: Братство Кольца / The Lord of the Rings: The Fellowship of the Ring | 6         |
| Форсаж / The Fast and the Furious                                                    | 5         |
| Блондинка в законе / Legally Blonde                                                  | 5         |
| Мулен Руж! / Moulin Rouge!                                                           | 5         |
| Час пик 2 / Rush Hour 2                                                              | 5         |
| Образцовый самец / Zoolander                                                         | 5         |
| Шрек / Shrek                                                                         | 4         |

## Победители и номинанты
Победители написаны первыми и выделены жирным шрифтом.

### Лучший фильм
Награду вручал: Майк Майерс.
Властелин колец: Братство Кольца (англ. The Lord of the Rings: The Fellowship of the Ring)
- Чёрный ястреб (англ. Black Hawk Down)
- Форсаж (англ. The Fast and the Furious)
- Блондинка в законе (англ. Legally Blonde)
- Шрек (англ. Shrek)

### Лучшая мужская роль
Награду вручали: Дженнифер Гарнер и Шарлиз Терон.
Уилл Смит в Али (англ. Ali)
- Расселл Кроу в Игры разума (англ. A Beautiful Mind)
- Вин Дизель в Форсаж (англ. The Fast and the Furious)
- Джош Хартнетт в Пёрл-Харбор (англ. Pearl Harbor)
- Элайджа Вуд в Властелин колец: Братство Кольца (англ. The Lord of the Rings: The Fellowship of the Ring)

### Лучшая женская роль
Награду вручали: Натали Портман и Юэн Макгрегор.
Николь Кидман в Мулен Руж! (англ. Moulin Rouge!)
- Кейт Бекинсэйл в Пёрл-Харбор (англ. Pearl Harbor)
- Хэлли Берри в Бал монстров (англ. Monster's Ball)
- Анджелина Джоли в Лара Крофт: Расхитительница гробниц (англ. Lara Croft: Tomb Raider)
- Риз Уизерспун в Блондинка в законе (англ. Legally Blonde)

### Прорыв года: актёр
Награду вручали: Бриттани Мёрфи и Эдди Гриффин.
Орландо Блум в Властелин колец: Братство Кольца (англ. The Lord of the Rings: The Fellowship of the Ring)
- DMX в Сквозные ранения (англ. Exit Wounds)
- Колин Хэнкс в Страна чудаков (англ. Orange County)
- Дэниел Рэдклифф в Гарри Поттер и философский камень (англ. Harry Potter and the Sorcerer's Stone)
- Пол Уокер в Форсаж (англ. The Fast and the Furious)

### Прорыв года: актриса
Награду вручали: Вин Дизель и Ив.
Мэнди Мур в Спеши любить (англ. A Walk to Remember)
- Бритни Спирс в Перекрёстки (англ. Crossroads)
- Пенелопа Круз в Кокаин (англ. Blow)
- Энн Хэтэуэй в Дневники принцессы (англ. The Princess Diaries)
- Шэннин Соссамон в История рыцаря (англ. A Knight's Tale)

### Лучшая экранная команда
Награду вручали: Адам Сэндлер и Вайнона Райдер.
Вин Дизель и Пол Уокер в Форсаж (англ. The Fast and the Furious)
- Кейси Аффлек, Скотт Каан, Дон Чидл, Джордж Клуни, Мэтт Деймон, Эллиотт Гулд, Эдди Джемисон, Берни Мак, Брэд Питт, Кин Шаобу и Карл Райнер в Одиннадцать друзей Оушена (англ. Ocean's Eleven)
- Джеки Чан и Крис Такер в Час пик 2 (англ. Rush Hour 2)
- Эдди Мёрфи, Майк Майерс и Кэмерон Диаз в Шрек (англ. Shrek)
- Оуэн Уилсон и Бен Стиллер в Образцовый самец (англ. Zoolander)

### Лучший злодей
Награду вручали: Bow Wow и Кэти Холмс.
Дензел Вашингтон в Тренировочный день (англ. Training Day)
- Алия в Королева проклятых (англ. Queen of the Damned)
- Кристофер Ли в Властелин колец: Братство Кольца (англ. The Lord of the Rings: The Fellowship of the Ring)
- Тим Рот в Планета обезьян (англ. Planet of the Apes)
- Чжан Цзыи в Час пик 2 (англ. Rush Hour 2)

### Лучшая комедийная роль
Награду вручали: Бен Аффлек и Бриджит Мойнахан.
Риз Уизерспун в Блондинка в законе (англ. Legally Blonde)
- Эдди Мёрфи в Шрек (англ. Shrek)
- Майк Майерс в Шрек (англ. Shrek)
- Шон Уильям Скотт в Американский пирог 2 (англ. American Pie 2)
- Крис Такер в Час пик 2 (англ. Rush Hour 2)

### Лучший поцелуй
Награду вручали: Линда Карделлини, Мэттью Лиллард и Фредди Принц.
Джейсон Биггз и Шон Уильям Скотт в Американский пирог 2 (англ. American Pie 2)
- Николь Кидман и Юэн Макгрегор в Мулен Руж! (англ. Moulin Rouge!)
- Миа Киршнер и Беверли Полцин в Недетское кино (англ. Not Another Teen Movie)
- Шэннин Соссамон и Хит Леджер в История рыцаря (англ. A Knight's Tale)
- Колин Фёрт и Рене Зеллвегер в Дневник Бриджит Джонс (англ. Bridget Jones's Diary)

### Самый зрелищный эпизод
Награду вручали: Николас Кейдж и Кейт Бекинсэйл.
«Сцена атаки» в Пёрл-Харбор (англ. Pearl Harbor)
- «Первое крушение вертолета» в Чёрный ястреб (англ. Black Hawk Down)
- «Финальная гонка» в Форсаж (англ. The Fast and the Furious)
- «Битва в пещере могилы» в Властелин колец: Братство Кольца (англ. The Lord of the Rings: The Fellowship of the Ring)

### Лучшая музыкальная сцена
Награду вручали: Уилл Смит и Джонни Ноксвилл.
Николь Кидман и Юэн Макгрегор в Мулен Руж! (англ. Moulin Rouge!)
- Шэннин Соссамон и Хит Леджер в История рыцаря (англ. A Knight's Tale)
- Бритни Спирс в Перекрёстки (англ. Crossroads)
- Крис Такер в Час пик 2 (англ. Rush Hour 2)

### Лучшая драка
Награду вручали: Мэтт Деймон и Франка Потенте.
Джеки Чан и Крис Такер против Гонгконгской банды в Час пик 2 (англ. Rush Hour 2)
- Анджелина Джоли против Робота в Лара Крофт: Расхитительница гробниц (англ. Lara Croft: Tomb Raider)
- Кристофер Ли против Иэна Маккеллена в Властелин колец: Братство Кольца (англ. The Lord of the Rings: The Fellowship of the Ring)
- Джет Ли в Противостояние (англ. The One)

### Лучшая фраза
Риз Уизерспун — «Oh, I Like your Outfit Too, Except When I Dress Up As a Frigid Bitch, I Try Not to Look so Constipated» из фильма Блондинка в законе (англ. Legally Blonde))
- Дензел Вашингтон — «I’m Bored, Screw This Film» из фильма Тренировочный день (англ. Training Day)
- Джейми Прессли — «Oh, It’s Already Been Brought!» из фильма Недетское кино (англ. Not Another Teen Movie)
- Бен Стиллер — «There’s More to Life than Just Being Really, Really, Really Ridicuously Good Looking» из фильма Образцовый самец (англ. Zoolander)
- Тора Бёрч — «We Graduated High School. How Totally Amazing» из фильма Мир призраков (англ. Ghost World)
- Джейсон Биггз — «Yeah, I Kind of Super Glue Myself, to, uh, Myself» из фильма Американский пирог 2 (англ. American Pie 2)

### Лучший эпизод
Snoop Dogg в Тренировочный день (англ. Training Day)
- Чарлтон Хестон в Планета обезьян (англ. Planet of the Apes)
- Дэвид Боуи в Образцовый самец (англ. Zoolander)
- Дастин Даймонд в Всё схвачено (англ. Made)
- Кайли Миноуг в Мулен Руж! (англ. Moulin Rouge!)
- Молли Рингуолд в Недетское кино (англ. Not Another Teen Movie)

### Лучший костюм
Риз Уизерспун в Блондинка в законе (англ. Legally Blonde)
- Бритни Спирс в Перекрёстки (англ. Crossroads)
- Тора Бёрч в Мир призраков (англ. Ghost World)
- Джордж Клуни в Одиннадцать друзей Оушена (англ. Ocean's Eleven)
- Уилл Феррелл в Образцовый самец (англ. Zoolander)
- Бен Стиллер в Образцовый самец (англ. Zoolander)

### Лучший новый режиссёр
Награду вручал: Хилари Суонк.
Кристофер Нолан в Помни (англ. Memento)